# Jindřich Černý (1930)
Jindřich Černý (20. června 1930 Čáslav – 20. října 2020 Praha) byl český divadelní historik a kritik, dramatik, s jazykovou spoluprací překladatel ze španělštiny a z čínštiny, nositel Ceny F. X. Šaldy.

## Život
V letech 1948–1952 vystudoval pražskou Filozofickou fakultu UK a DAMU. Byl odsouzen pro studentskou protistátní činnost, trest vykonával ve vojenské pracovní jednotce v kamenolomu. Do roku 1960 směl spolupracovat s kulturními institucemi pouze externě, v letech 1960–1970 byl redaktorem a později i vedoucím redaktorem divadelní redakce agentury DILIA a stážistou divadelního kabinetu ČSAV. Jako divadelní kritik publikoval v letech 1957 až 1970 v odborných divadelních časopisech, v Lidové demokracii a v Hostu do domu. Po zákazu činnosti se stal na tři roky nočním hlídačem. V roce 1977 nastoupil na zfalšované kádrové materiály do Archivu Národního divadla v Praze, kde pracoval (později i v propagaci ND) do r. 1990. V letech 1991–1993 byl ředitelem Národního divadla. Po roce 1989 pokračoval v publikační činnosti v Lidových novinách a odborných divadelních časopisech. Jeho synem je PhDr. Ondřej Černý, který byl ředitelem Národního divadla od 1. dubna 2007 do 7. září 2012 a pokračoval tak v rodinné tradici.

## Hlavní díla
- 1965: Otomar Krejča (monografie)
- 1965: Dana Medřická (monografie)
- 1996: Jiřina Štěpničková (monografie)
- 1998: Eduard Cupák (monografie)
- 2007: Osudy českého divadla po druhé světové válce: divadlo a společnost 1945–1955
- Národní divadlo 1883–1983: Stručný průvodce sto lety jeho umělecké práce